# روبي بويي
روبي بويي (بالإنجليزية: Ruby Boye)‏ هي عسكري أسترالية، ولدت في 29 يوليو 1891 في St Peters, New South Wales ‏ في أستراليا، وتوفيت في 14 سبتمبر 1990 في Narwee, New South Wales ‏ في أستراليا.